# Pseudbarydia peratopis
Pseudbarydia peratopis är en fjärilsart som beskrevs av George Francis Hampson 1924. Pseudbarydia peratopis ingår i släktet Pseudbarydia och familjen nattflyn. Inga underarter finns listade i Catalogue of Life.